# Pieris deota
Pieris deota is een vlindersoort uit de familie van de Pieridae (witjes), onderfamilie Pierinae.
Pieris deota werd in 1884 beschreven door de Nicéville.